# مایکل ای بیکر
مایکل الن بیکر (به انگلیسی: Michael Allen Baker) فضانورد اهل کشور ایالات متحده است که در ۲۷ اکتبر ۱۹۵۳ میلادی در ممفیس، تنسی زاده شد. وی در مأموریت اس‌تی‌اس-۴۳، اس‌تی‌اس-۵۲، اس‌تی‌اس-۶۸، اس‌تی‌اس-۸۱ حضور داشته است.